# Pontault-Combault
Pontault-Combault (ejtsd: ponto-kombó), község Franciaországban Seine-et-Marne megyében, Île-de-France tartományban.

## Földrajzi fekvése
Párizs délkeleti külvárosában fekszik, 20 km-re Párizstól, 33 km-re Meluntől, 17 km-re a Disneyland Paris-tól.

## Története
A helység neve 1839-ben Pontault és Combault község összevonásából keletkezett. Pontault neve a latin ponticellu(m) szóból ered. Combault nevének eredete a zárt völgy jelentésű cumba gall szó.

## Turisztikai látnivalók
- A Szent Dénes Templom (Église Saint-Denis). Épült 1558-ban.
- A Polgármesteri Hivatal, a hajdani Combault-i kastély (Château de Combault)
- Bois-la Croix kastélya (Château du Bois-la-Croix)
- Candale kastélya (Château de Candale) : az egykori Pontault helység bölcsője.